# قرصو
قرصو هي مدينة في مقاطعة قرغان تبه في ولاية أنديجان في أوزبكستان.